# Westergas
Het Westergas is een voormalige gasfabriek in het Amsterdamse stadsdeel West. Begin 21e eeuw is het terrein helemaal gesaneerd en zijn de gebouwen gerestaureerd. Nu heeft het onder de naam Westergas een culturele en recreatieve bestemming.

## Gasfabriek
Vroeger voorzag het Westergas Amsterdam van steenkoolgas, dat voornamelijk werd gebruikt voor verlichting van straten en gebouwen. Het Westergas is in 1883 gebouwd langs de Haarlemmertrekvaart voor het Britse Imperial Continental Gas Association. Destijds was het de grootste steenkolengasfabriek van Nederland. De fabriek stond op zo’n 4 ha grond. Er waren meerdere gashouders, kolenopslagplaatsen, zuiveringsinstallaties, een watertoren en kantoorgebouwen. Bij het ontwerp werd veel aandacht besteed aan de architectuur. De architect Isaac Gosschalk, die de meeste gebouwen van het complex ontwierp, hanteerde een rijke stijl die wel Hollandse neo-renaissance wordt genoemd. De gasfabriek werd met opzet gebouwd langs de Haarlemmertrekvaart zodat steenkool makkelijk aangevoerd kon worden zowel per schip als per spoor waar een aftakking werd aangelegd waarbij kon worden doorgereden tot de stokerijen.
Voor het milieu was in die tijd veel minder aandacht. Het wassen van kolen en het vergassen van cokes heeft ervoor gezorgd dat er na de sluiting van de fabriek in de jaren zestig een zwaar vervuild terrein achterbleef. Het complex bleef nog wel in gebruik als gasverdeelstation en was in de jaren tachtig nog in gebruik.
Van de jaren zestig tot de jaren negentig was het terrein ook in gebruik als opslagterrein van het Gemeente energiebedrijf en het Gemeentelijk Vervoerbedrijf als tijdelijke stalling en opslag voor buiten dienst staande bussen. Een deel van de gebouwen (waaronder de watertoren) werd gesloopt, andere bleven behouden. Het oude kantoorgebouw van de gasfabriek werd in 1990 stadsdeelkantoor van het toenmalige stadsdeel Westerpark.

## Cultuurpark

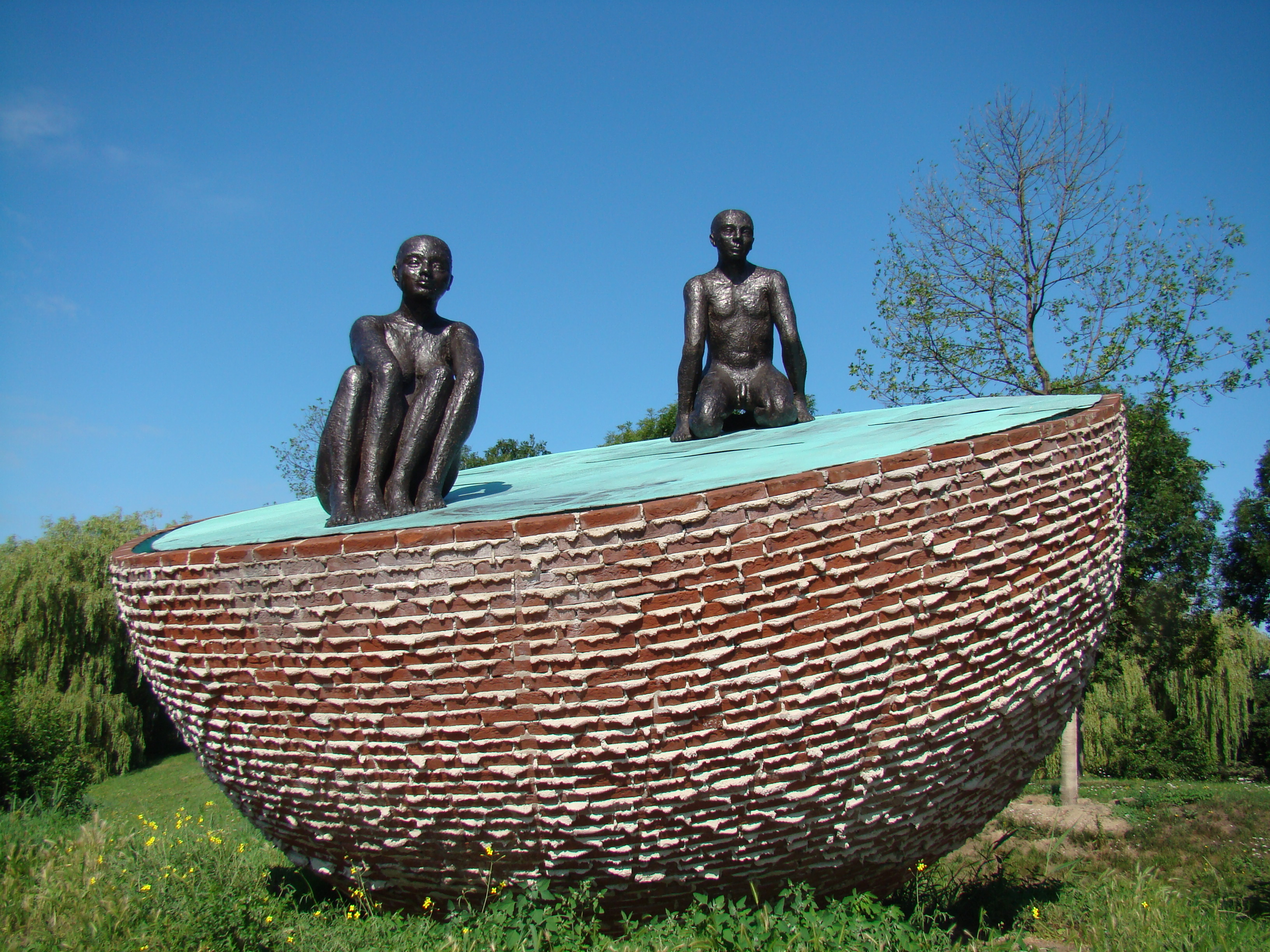
Cultuurpark, Westerpark

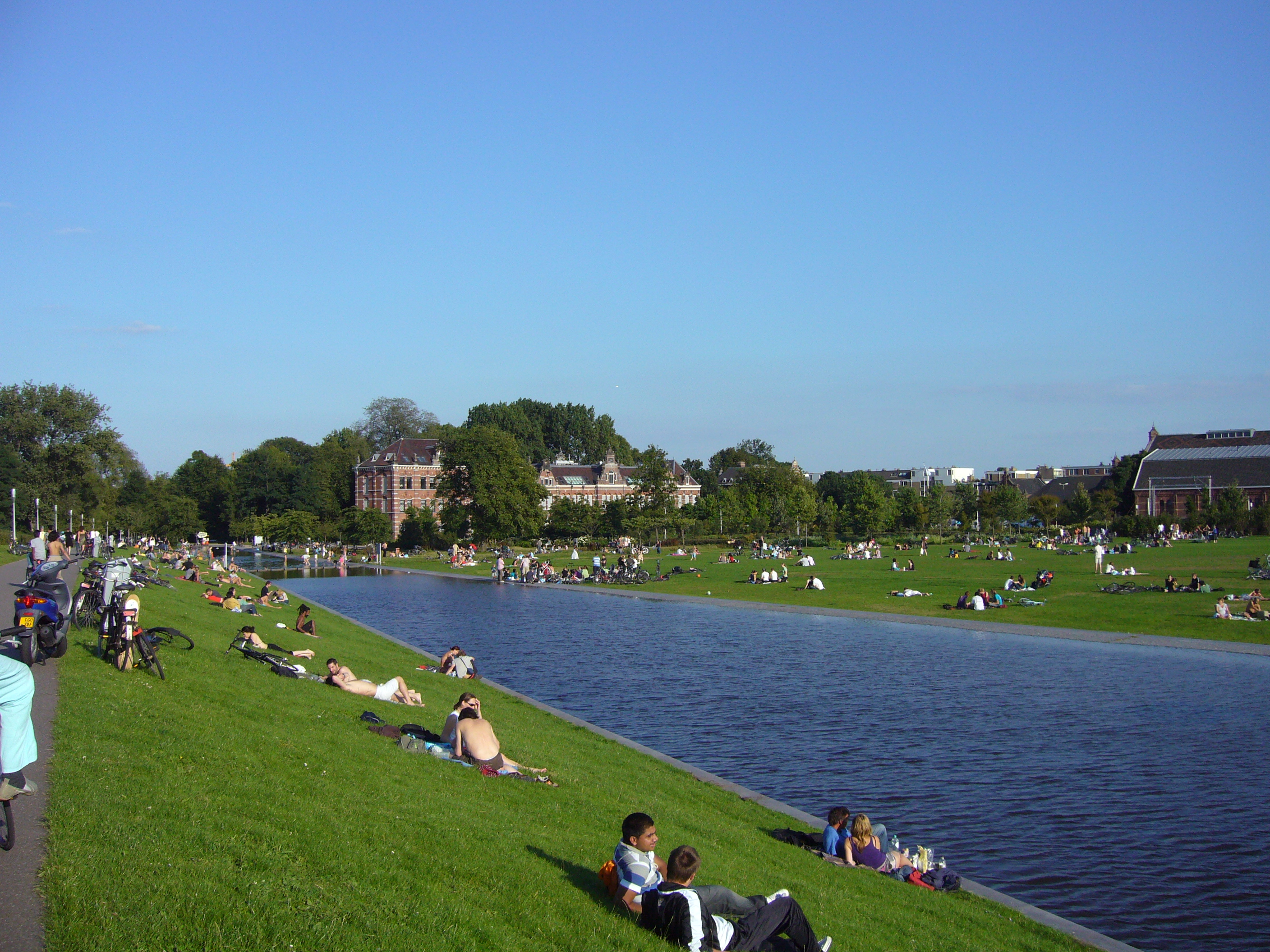
Het nieuwste deel van het Westerpark met speelvijver op het terrein van de vroegere Westergasfabriek.

In de jaren negentig werden plannen gemaakt om het oude gasfabriekterrein als park in te richten. Het plan hiervoor was kandidaat voor de Floriade in 2002, maar er werd gekozen voor een locatie in de Haarlemmermeer. Uiteindelijk heeft Amsterdam de plannen in vereenvoudigde uitvoering tot stand gebracht.
Het terrein is gesaneerd en er is een park aangelegd. Samen met het oude Westerpark is daardoor een groot stadspark ontstaan. De nog aanwezige historische gebouwen zijn gerenoveerd en worden gebruikt door creatieve en culturele ondernemers. Een deel van de ruimtes wordt verhuurd voor tijdelijke evenementen zoals feesten (Westerunie), festivals, productpresentaties (Westerliefde), theater (Theater de Krakeling) of tentoonstellingen. In het Ketelhuis bevindt zich een bioscoop waar voornamelijk Nederlandse en Europese films worden vertoond. Verder bevindt zich op het terrein diverse horeca zoals het Westergasterras.
Op het terrein vinden verschillende evenementen plaats. In het verleden het Drum Rhythm Festival en Triple X, in het heden de Amsterdam International Fashion Week, het Holland Festival, Picnic 2006 & 2007, de technofeesten van Awakenings, openluchtconcerten van grote buitenlandse artiesten zoals Peter Gabriel (2007), R.E.M. (2008) John Legend (2007), Nelly Furtado (juli 2008), Radiohead (2008) en Opposites (2021) onder de naam Live at Westerpark, de Wetenweek, Cinekid en de Kunstvlaai. Verder worden de gebouwen ook veel verhuurd voor bedrijfsevenementen.
Op dit deel van het terrein staat het beeld Bolbewoners van Herman Makkink.

## Openbaar vervoer
Bus 21 rijdt vanaf station Amsterdam Centraal naar de Westergasfabriek. Vanuit het centrum is de Westergasfabriek bereikbaar met tramlijn 5 die zijn eindhalte in de nabijheid heeft, in de Van Hallstraat.
Sinds 2015 wordt op de trams de bestemming 'Westergasfabriek' aangegeven.

## Trivia
- Het televisieprogramma 'De Nieuwste Show' werd in de Gashouder opgenomen.
- De 3FM Awards van gelijknamige radiozender werden van 2009 t/m 2014 vanuit de Westergasfabriek uitgezonden.
- De battle-shows van The voice of Holland werden opgenomen in de Westergasfabriek.
- Vanaf het zesde seizoen (2010-2011) werd De Wereld Draait Door uitgezonden vanuit de Westergasfabriek, in 2020 opgevolgd door het programma De vooravond.
- Vanaf het vijfde seizoen (2010-2011) werd Pauw & Witteman uitgezonden vanuit de Westergasfabriek.
- Het 125-jarige Jubileum van het Leger des Heils werd in het weekend van 12-13 mei 2012 gehouden in de Westergasfabriek.
- Vanaf 2015 worden de VEED Awards gehouden in de Westergasfabriek.
- Van 2007 t/m 2012 vond Manuscripta plaats op het Westergasfabriekterrein, de opening van het nieuwe boekenseizoen.
- Jinek en PAUW werden ‘s avonds live uitgezonden vanuit de Westergasfabriek. Deze shows werden opgevolgd door Op1, dat ging uitzenden vanuit dezelfde studio.
- M dat werd gepresenteerd door Margriet van der Linden werd ook uitgezonden vanuit de Westergasfabriek.
- In 2021 werd ook het programma Aria, een talentenjacht voor operazangers en -zangeressen gepresenteerd door Dionne Stax, uitgezonden vanuit de Westergasfabriek. Dit wordt opgenomen in de Gashouder.

## Afbeeldingen

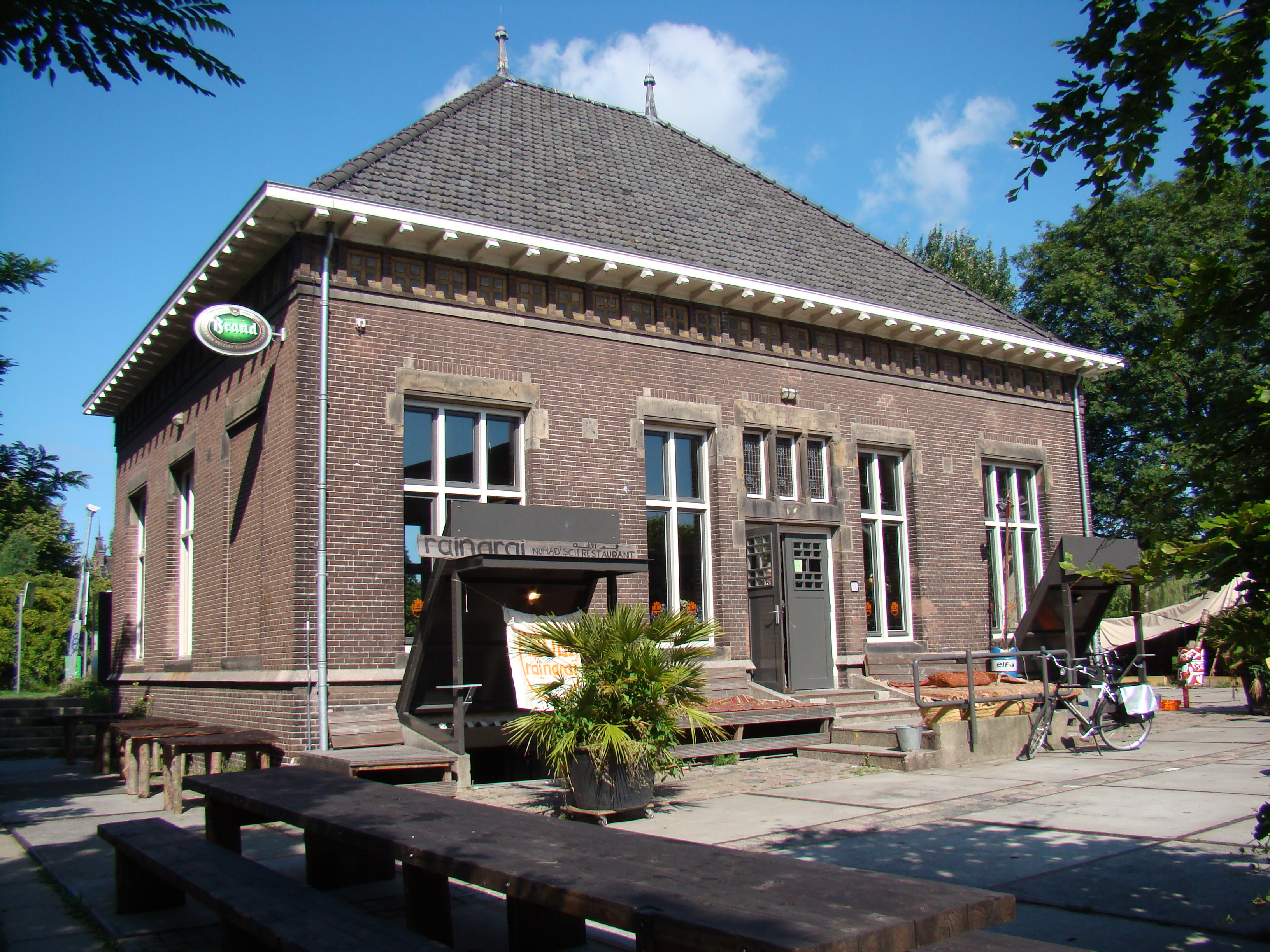
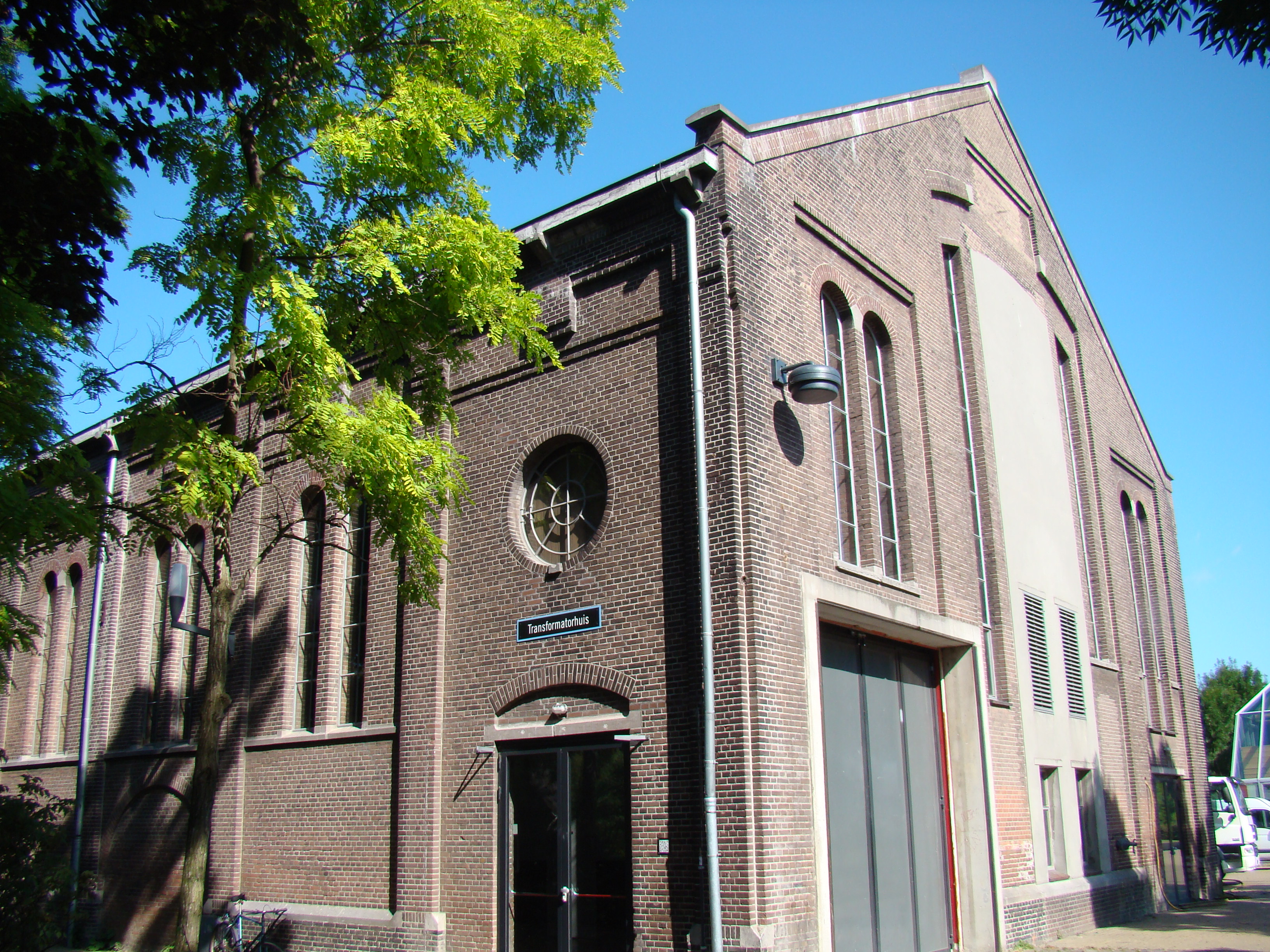
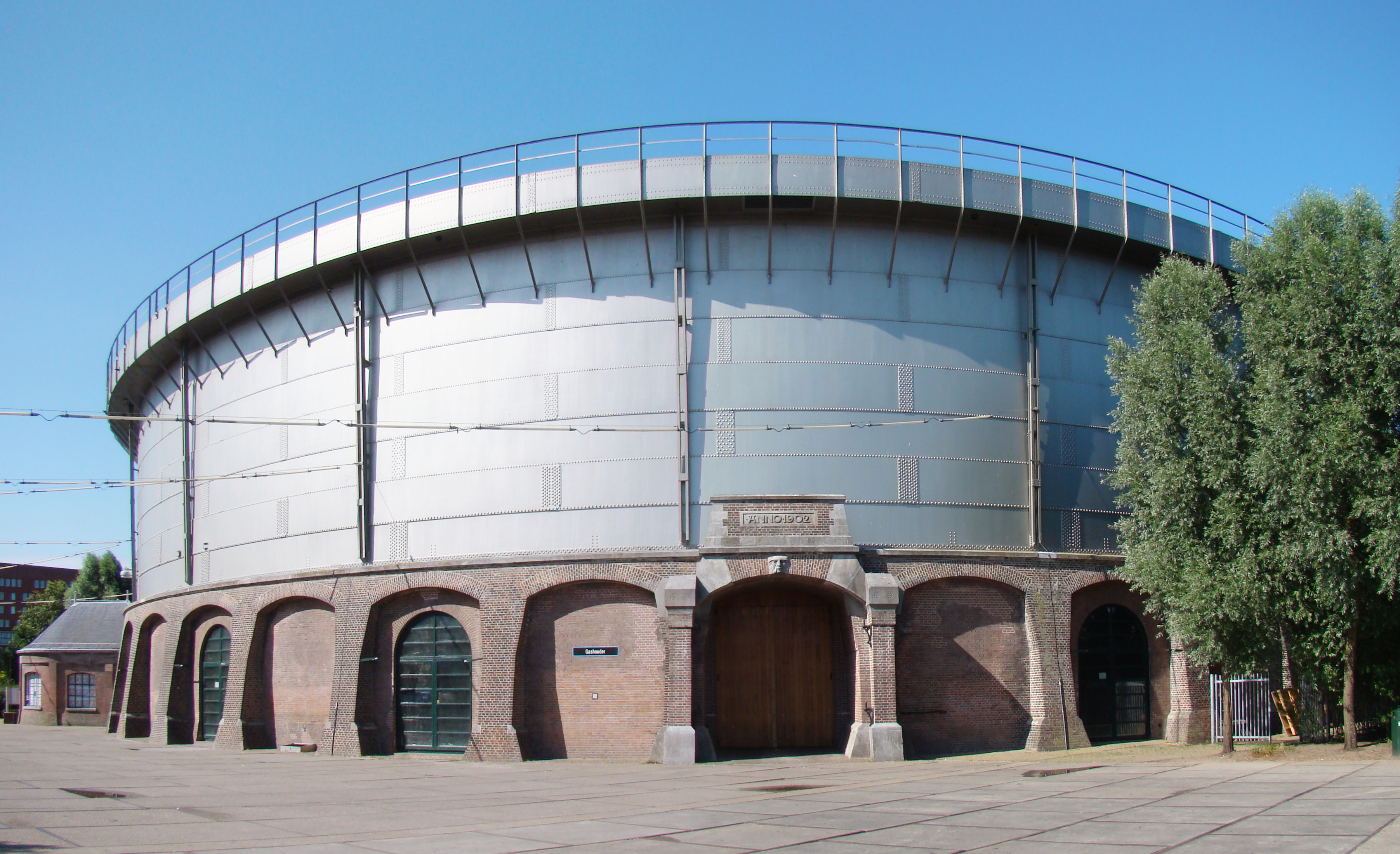
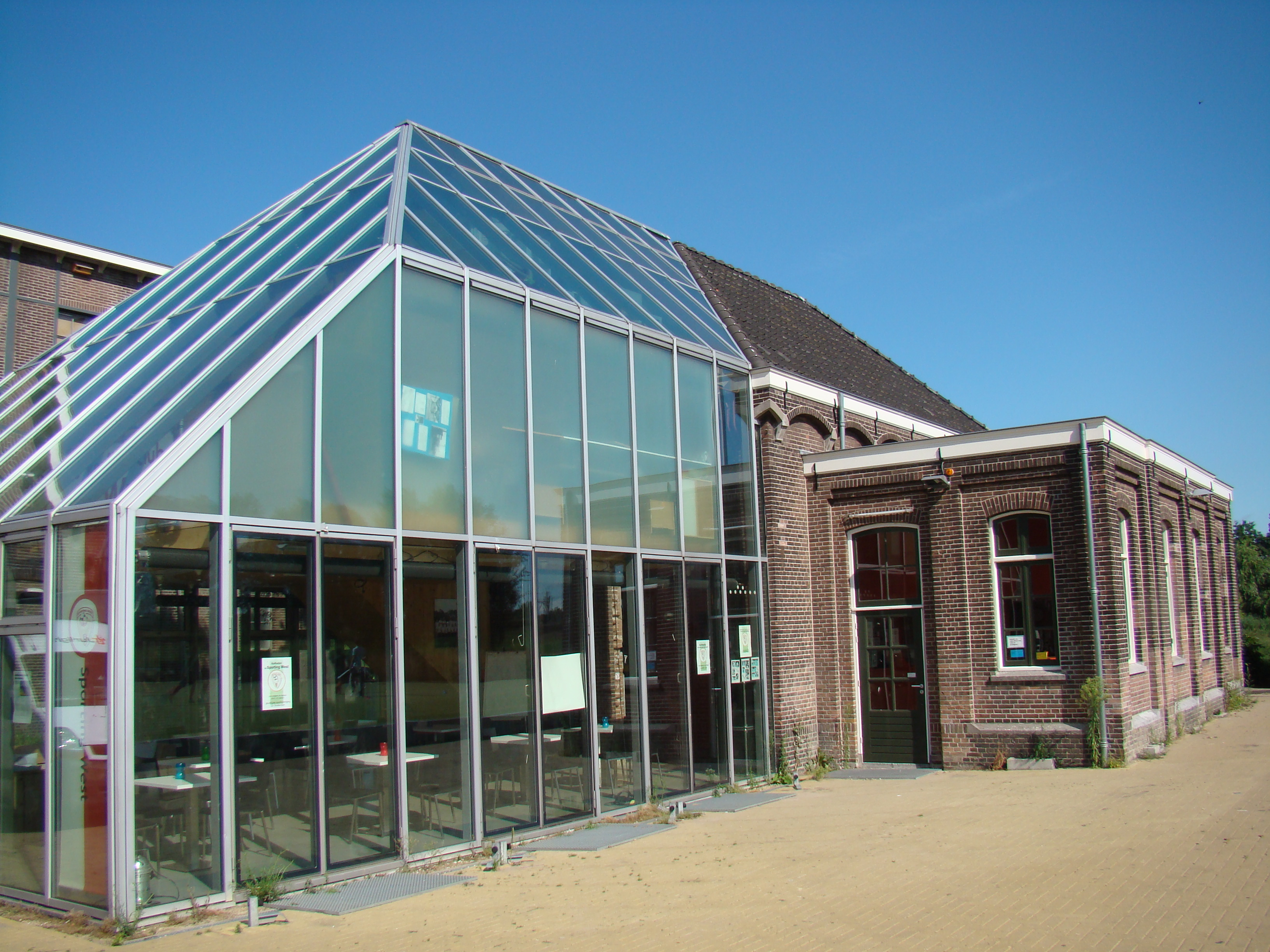

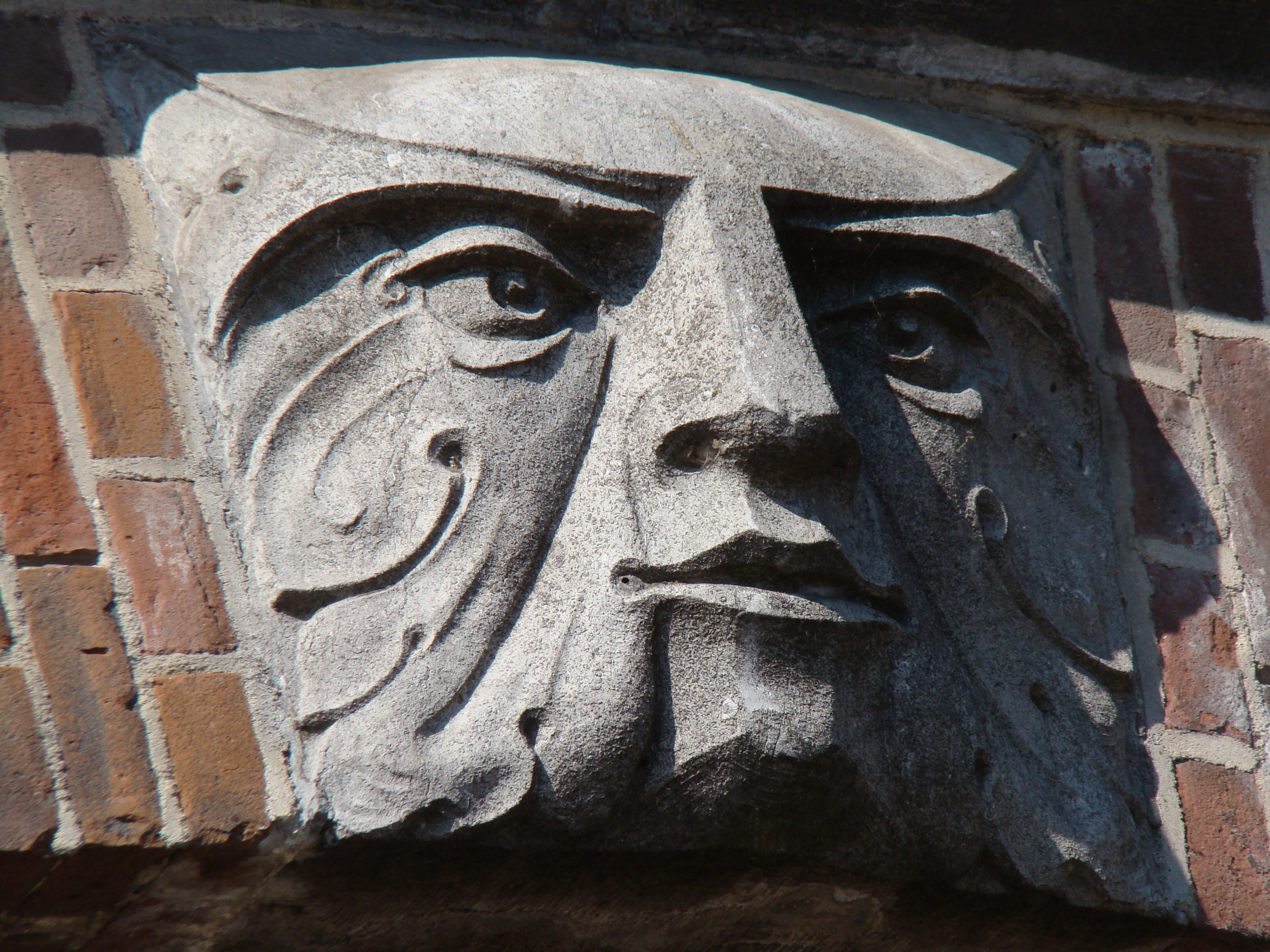
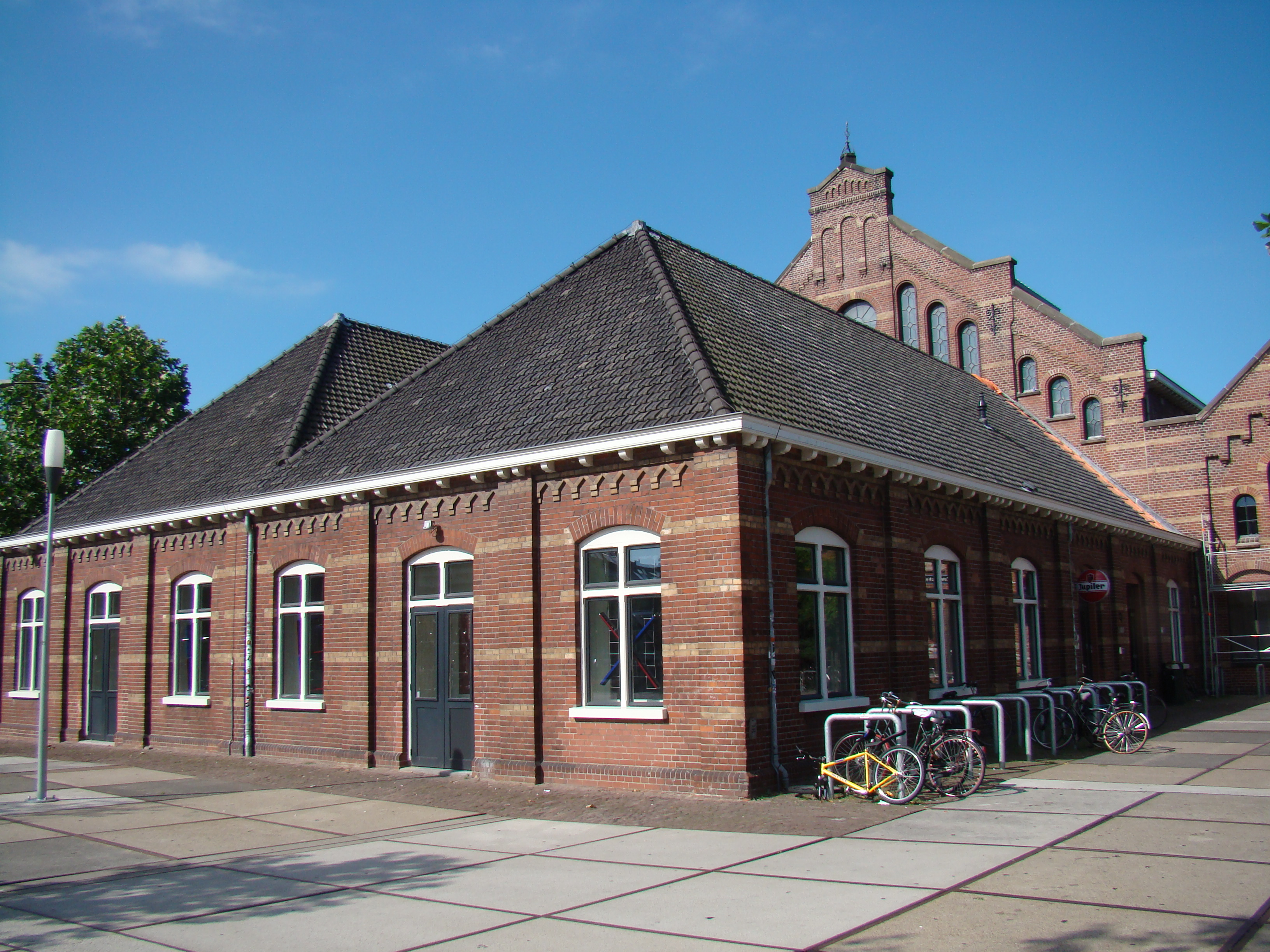
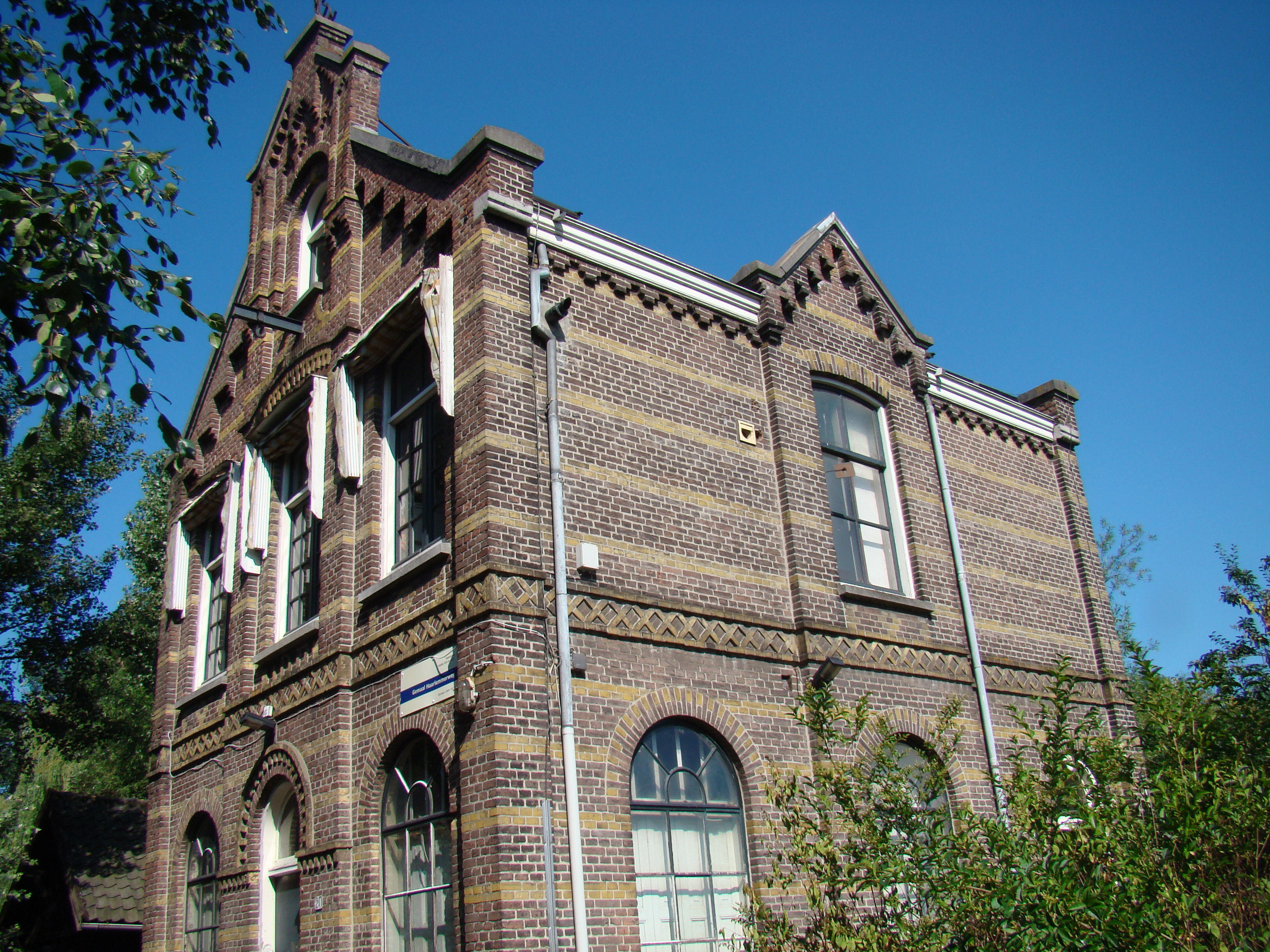
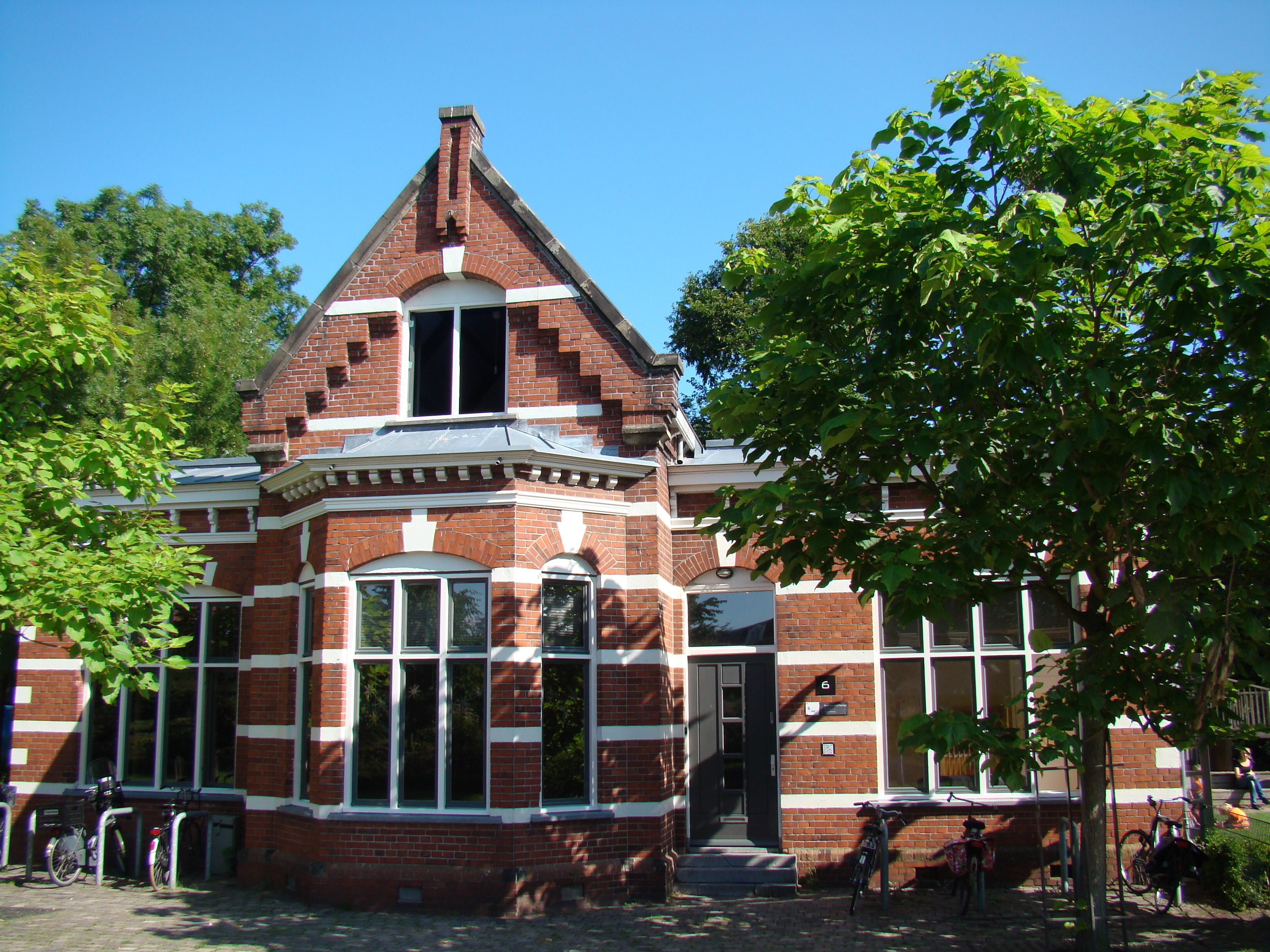